# 侯莫陳順
侯莫陳 順（こうばくちん じゅん、? - 557年）は、中国の西魏の軍人。本貫は代郡武川鎮。

## 経歴
北魏の殿中将軍・羽林監の侯莫陳興の子として生まれた。弟は侯莫陳崇・侯莫陳瓊・侯莫陳凱。
はじめ爾朱栄に仕えて統軍となり、後に賀抜勝に従って井陘に駐屯した。528年、葛栄・邢杲・韓楼に対する征討に従軍し、それぞれ功績を挙げた。軽車将軍・羽林監に任ぜられた。529年、元顥を討って、寧朔将軍・越騎校尉に進んだ。531年、持節・征西将軍に任ぜられ、木門県子に封ぜられた。まもなく散騎常侍・千牛備身・衛将軍・閤内大都督を加えられた。534年、孝武帝に従って関中に入った。宇文泰と同郷のために歓待され、彭城郡公に進んだ。
535年、西魏の文帝が即位すると、侯莫陳順は衛尉卿となり、儀同三司となった。梁仚定が河州を包囲すると、侯莫陳順は大都督となって、趙貴とともに梁仚定を撃破し、行河州事をつとめた。後に宇文泰の下で沙苑に東魏軍を破り、功績により増封された。
538年、文帝が東魏を討つと、侯莫陳順は太尉の王盟や僕射の周恵達らとともに長安の留守を守った。ときに趙青雀が叛くと、王盟と周恵達は太子を奉じて渭北に出た。侯莫陳順は渭橋で趙青雀と戦い、撃破した。
南岐州の氐の苻安寿が太白王を号して、武都を攻め落とすと、侯莫陳順はまた大都督となって出兵した。苻安寿は要害に立てこもって、西魏の討伐軍は進軍できなかったので、侯莫陳順は敵の内部の離間をはかった。苻安寿は追いつめられて降伏した。侯莫陳順は河間郡公に封ぜられた。540年、驃騎大将軍・開府儀同三司を加えられ、行西夏州事をつとめ、安平郡公に封ぜられた。550年、大将軍に任ぜられ、荊州総管・山南道五十二州諸軍事・荊州刺史として出向した。557年、北周の孝閔帝が即位すると、少師に任ぜられ、柱国に進んだ。その年のうちに死去した。

## 伝記資料
- 『周書』巻19 列伝第11
- 『北史』巻60 列伝第48